# Opa (Nederlandse stripreeks)
Opa is een Nederlandse stripreeks met het gelijknamige personage in de hoofdrol. De strip werd oorspronkelijk getekend door Henk Groeneveld en later door Herman Roozen.
De strip werd oorspronkelijk in zwart-wit getekend, maar vanaf 2004 verschijnt de reeks in kleur.

## Inhoud
Opa is een wat ouderwetse boer die samen met zijn familie op een boerderij woont. Opa levert meestal veel kritiek en moppert vaak, wat hem niet in dank wordt afgenomen. Verder helpt hij ook mee op de boerderij, die eerst van hem was. Opa is weduwnaar, al is zijn vrouw nooit in de strips voorgekomen. Opa woont in het fictieve plaatsje Bovenscheveen. Hij maakt graag een praatje met collega-boer Van Beusekom en gaat op vakantie met de dokter. Ook speelt Opa op de dorpsschool voor Sinterklaas. 
Tussen de zwart-witversie en de kleurenversie zijn wel inhoudelijke verschillen. In de zwart-witversie van Groeneveld geeft hij kritiek op onder andere de mobiele telefoon, terwijl hij er in de kleurenversie er eentje heeft aangeschaft. Bij Groeneveld leidt hij weleens mensen rond op de boerderij, maar bij Roozen opent hij zelfs een bed and breakfast genaamd Logeren bij Opa. Bij Groeneveld wist Opa amper wat een computer was, maar bij Roozen mailt Opa andere boeren over een uiencampagne. Bij Groeneveld gaat hij regelmatig iets drinken in De gouden leeuw, maar bij Roozen komt Opa er zelden. Echter bij zowel Groeneveld als Roozen zijn Opa's ogen nooit te zien. Zijn ogen zijn echter wel een keer te zien, maar dat bleef eenmalig. Zelfs in bed draagt hij een petje voor zijn ogen.

## Personages

### Hoofdpersonages
- Opa, het titelpersonage
- Opa's zoon
- Opa's schoondochter
- Thijs, de kleinzoon van Opa
- Loes, de vrouw van Thijs
- Bertus, de hond

### Andere personages
- Herman Van Beusekom, een boer
- Dokter
- Meulenbelt, een boer
- Joop, de kastelein van ‘De Gouden Leeuw’
- Gezusters Schneesicht, eigenaars van een hotel in Zwitserland waar Opa op vakantie ging
- Herman, de neef van Opa en een opschepper
- De ouders van Opa's schoondochter, komen logeren rond kerst en Opa had vaak ruzie met de moeder
- Gert-Jan, een klein jongetje dat ieder jaar een paar weken bij Opa op de boerderij komt logeren
- Van Kriel, een boer
- Theunissen, een boer
- Harmssen, een boer
- Weduwe Harmssen, een boerin; Opa vroeg haar ooit ten huwelijk
- Kwaaistra, een boer
- Opoe
- Badjuffrouw
- De twee zwarte mannetjes, zij werken voor de overheid en controleren Opa met zaken zoals de ophokplicht en het oprapen van het eerste kievietsei
- De broers Cooiman, directeurs van de bedrijven  'CooMelk', 'CooSuiker' en 'CooBank'
- Winkelier, een man met een ringbaard bij wie Opa soms winkelt
- Meneer en mevrouw Penninck, klanten van Opa's bed and breakfast.
- Dierenarts Van Deeters

## Publicatiegeschiedenis
Opa verscheen vanaf 1971 getekend door Henk Groeneveld in het weekblad Boerderij. De strip verscheen in zwart-wit.
Intussen verscheen de strip ook vanaf 1976 in een aantal albums bij uitgeverij C. Misset.
In 2004 volgde Herman Roozen Groeneveld op als tekenaar van deze strip bij Boerderij. Roozen tekent wekelijks een pagina voor dat blad. Vanaf 23 maart 2004 tekent Roozen de strip en verschijnt de strip tevens ook in kleur.

## Albums

### Hoofdreeks
Onderstaande albums verschenen in de reguliere reeks. De eerste zes delen verschenen bij uitgeverij C. Misset. Het zevende album verscheen bij uitgeverij Reed Business Information.
1. Deel 1 (1976)
2. Deel 2 (1981)
3. Opa bij de emigranten (1986)
4. Deel 4 (1990)
5. Deel 5 (1995)
6. Deel 6 (2003)
7. Deel 7 (2007)

### Compilatie-album
Er verscheen ook een compilatie-album bij uitgeverij Reed Business Information. Het bevat strips getekend door Groeneveld uit meerdere albums.
- Het beste van Opa (2004)

## Prijs
In 2007 ontving Groeneveld de Bulletje en Boonestaakschaal van het Stripschap voor zijn werk bij Boerderij.

## Kritiek
In 2005 kwam er in lezersbrieven kritiek op twee verhalen uit Boerderij die over de dood en het kerstverhaal gingen. Hierop verscheen er een artikel in Boerderij waarin twee theologen uitleggen waarom de orthodox-gereformeerden moeite hebben met die strips. De redactie van Boerderij bood echter niet haar verontschuldigingen aan en ze bleven hun tekenaar steunen.